# Splinter Chabot
Splinter Chabot (Den Haag, 3 maart 1996) is een Nederlandse schrijver, programmamaker en presentator.

## Jeugd
Chabot is de derde van vier zoons van dichter en schrijver Bart Chabot en diens vrouw Yolanda Chabot, die arts is. Hij groeide op in de Haagse wijk Benoordenhout, speelde als kind viool en zat op toneel en paardrijden. Chabot ging naar het Vrijzinnig-Christelijk Lyceum in Den Haag en studeerde politicologie en theaterwetenschap aan de Universiteit van Amsterdam. De schrijver Sebastiaan Chabot is zijn oudste broer.

## Politiek
Van 2017 tot 2019 was Chabot landelijk voorzitter van de JOVD, de jongerenorganisatie van de VVD. In 2019 maakte hij voor AVROTROS de televisieserie SPLINTER, in de politiek. Voor deze zesdelige serie, die werd uitgezonden op NPO 3, interviewde Chabot verschillende politici over stress en de (on)mogelijkheid om jezelf te blijven in de politiek. Chabot heeft verklaard niet de ambitie te hebben om de 'grotemensenpolitiek' in te gaan.

## Literaire loopbaan
In maart 2020, op zijn vierentwintigste verjaardag, verscheen Chabots eerste boek, de roman Confettiregen. Hoewel de hoofdpersoon Wobie heet, betreft het een autobiografisch verhaal over Chabots coming-out en de weg ernaartoe. Bij De Wereld Draait Door, waar hij ook af en toe tafelheer was, vertelde Chabot dat hij ondanks de vrijzinnigheid van zijn ouders, toch worstelde met zijn homoseksuele geaardheid en zelfs aan zelfmoord dacht. Op 18-jarige leeftijd kwam Chabot thuis, tijdens kerst, uit de kast. De omslag van Confettiregen, ontworpen door Anton Corbijn, werd uitgekozen tot mooiste boekomslag 2020. In april 2021 werd bekend dat film- en documentairemaker Michiel van Erp Confettiregen gaat verfilmen.
In november 2020 verscheen de bundel Roze brieven. Deze bundel staat vol met persoonlijke reacties van lezers, die zij instuurden naar aanleiding van Chabots oproep hiertoe. Chabot wilde deze mensen, die een soortgelijke worsteling (hebben) ondergaan, een groter podium bieden. Hij is namelijk van mening dat deze verhalen “voor de hele maatschappij zichtbaar moeten zijn”.
Samen met zijn ouders en broers schreef Chabot het boekenweekgeschenk 2024, Gezinsverpakking, onder de gezamenlijke auteursnaam De Chabotten.

## Televisie
In 2021 deed Chabot mee aan het 21e seizoen van Wie is de Mol? Chabot viel in de achtste aflevering af als zevende afvaller.
Op zondagavond 21 februari 2021 ging zijn eigen talkshow SPLNTR! van start, een talkshow die minder draait om de actualiteit en die Chabot zelf 'een shotje inspiratie voor het slapen gaan' noemt. De talkshow kreeg zes afleveringen.
Vanaf januari 2024 is Chabot een van de presentatoren van het programma Moltalk (naast Marlijn Weerdenburg).

## Privé
In diverse interviews gaf Chabot aan dat hij niet snel zegt dat hij homoseksueel is. “Ik val op jongens. Ik vind niet dat ik hoef te zeggen: ik ben homo. Want ik ben niet homo, ik ben Splinter”, zei hij hierover.
Twee grote inspiratiebronnen van Chabot zijn Prince en David Bowie, omdat zij volgens Chabot voorbijgingen aan hokjes van man of vrouw, van hetero of homo.

## Bestseller 60
| Boeken met noteringen in de Nederlandse Bestseller 60 | Jaar van verschijnen | Datum van binnenkomst | Hoogste positie | Aantal weken | Opmerkingen |
| ----------------------------------------------------- | -------------------- | --------------------- | --------------- | ------------ | ----------- |
| Confettiregen                                         | 2020                 | 11-03-2020            | 3               | 18           |             |
| Als de Hemel genoeg ruimte heeft                      | 2022                 | 13-04-2022            | 4               | 5            |             |

## Onderscheidingen
- Op 7 december 2021 kende COC Nederland bij haar 75-jarig jubileum een Bob Angelo Sterren van de Toekomst-trofee aan Chabot toe.[12]

- Gemeinsame Normdatei: 1213060273
- International Standard Name Identifier: 0000 0004 8398 3398
- Virtual International Authority File: 14158548607916350871